# Glotzia tasmaniensis
Glotzia tasmaniensis är en svampart som beskrevs av Lichtw. & M.C. Williams 1990. Glotzia tasmaniensis ingår i släktet Glotzia och familjen Legeriomycetaceae.   Inga underarter finns listade i Catalogue of Life.